# 政府檔案處

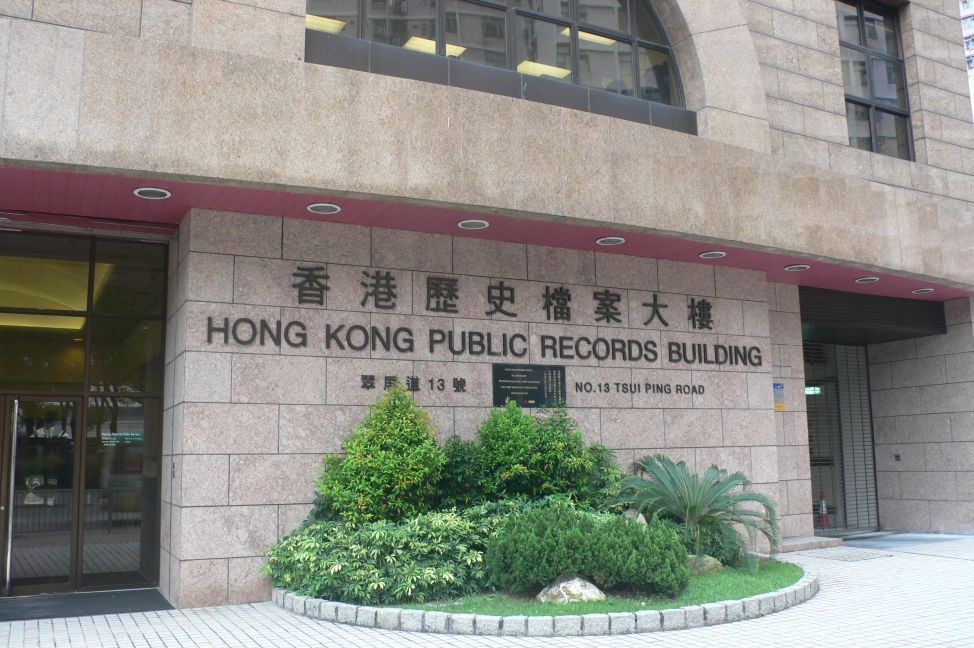
香港歷史檔案大樓正門

政府檔案處（英語：Government Records Service，縮寫GRS）是中华人民共和国香港特別行政區政府行政署轄下的部門，負責處理及保存香港政府的資料及歷史檔案。該處管理的香港歷史檔案館於1972年成立，是指定的政府檔案館，蒐羅和鑑定具保留價值的檔案及資料，並開放予香港市民使用。

## 職能
政府檔案處負責為香港特別行政區政府建立檔案管理及保存制度，使政府各政策局和部門能妥善管理資訊資源。工作對政府的運作，及為日後鑑別及保存具歷史價值的檔案，擔當重要角色。

## 架構
政府檔案處屬下分部包括檔案系統發展組、檔案管理及行政組、檔案保存及修復服務組及香港歷史檔案館。香港歷史檔案館負責選取，收集及儲存與香港有關的歷史檔案，包括文件、照片、電影、海報及其他可追溯香港管治和發展過程的檔案，並保護檔案令其可長遠保存，在受保護的情況下供公眾閱覽。
政府檔案處的特選藏品，定期於香港歷史檔案大樓展覽廳展出。

## 歷任首長
- 白卓善（1989年—？）
- 朱福強（1999年—2007年，署理）
- 周仲賢（2008年—2013年）
- 杜式雄（2013年—2015年）
- 勞紹安（2015年—2019年）
- 陸玉珊（2019年—2024年）
- 蕭永豪（2024年至今）

## 圖片集

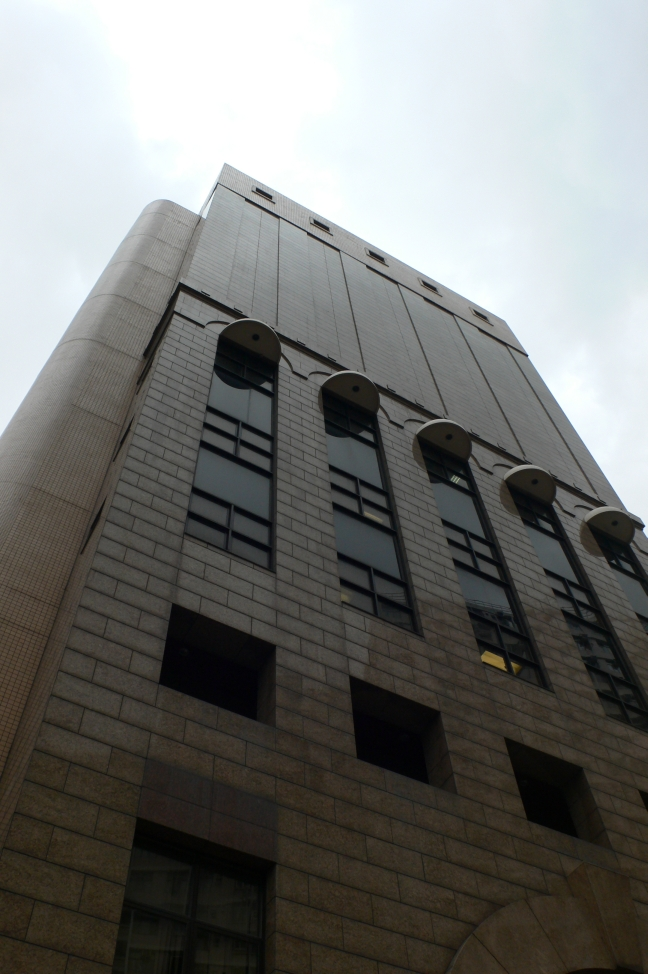
香港歷史檔案大樓
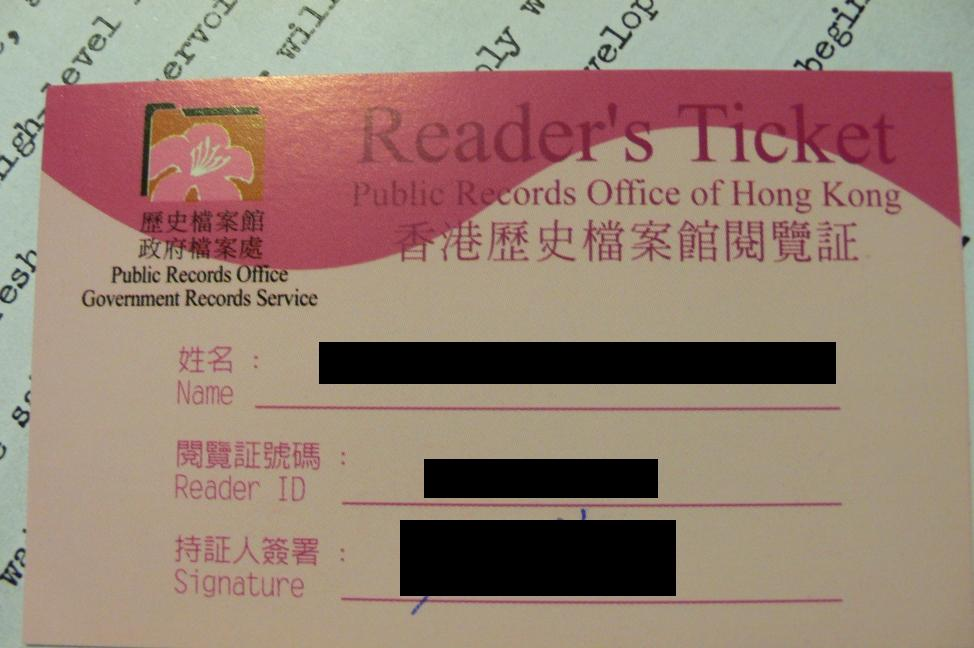
香港歷史檔案館閱覽證

## 外部連結
- 香港特別行政區政府 政府檔案處 （页面存档备份，存于）